# Инсар (город)
Инса́р (мокш. Инзара) — город в Республике Мордовия Российской Федерации. Центр Инсарского района, образует городское поселение Инсар.

## Этимология
Основан в середине XVII века как крепость на реке Инсар при её впадении в реку Исса. Гидроним от мордовских слов ине — «большой» и сара — «большое осоковое болото, заболоченная пойма». С 1958 года — город Инсар.

## География
Город расположен на левом берегу реки Исса (приток Мокши), при впадении в неё реки Инсарка (бассейн Оки), в 18 км от посёлка городского типа Кадошкино (на линии Рузаевка — Москва). Удалён на 64 км (по прямой) и 76 км (по автодороге) от Саранска.

### Климат
| Показатель              | Янв.  | Фев.  | Март  | Апр. | Май  | Июнь | Июль | Авг. | Сен. | Окт. | Нояб. | Дек.  | Год   |
| ----------------------- | ----- | ----- | ----- | ---- | ---- | ---- | ---- | ---- | ---- | ---- | ----- | ----- | ----- |
| Абсолютный максимум, °C | 6,5   | 6,2   | 16,9  | 23,5 | 31,9 | 34,6 | 37,5 | 39,1 | 30,1 | 23,4 | 13,1  | 10,2  | 39,1  |
| Средняя температура, °C | −9,1  | −8,5  | −1,9  | 5,9  | 15,6 | 18,2 | 20,1 | 18,4 | 11,7 | 4,3  | −1,1  | −6,2  | 5,6   |
| Абсолютный минимум, °C  | −40,9 | −38,1 | −25,2 | −9,1 | −1   | 1,6  | 3,9  | 3,2  | −1,8 | −6,8 | −22,3 | −43,1 | −43,1 |
| Норма осадков, мм       | 34    | 36    | 35    | 33   | 36   | 47   | 59   | 58   | 44   | 40   | 42    | 37    | 503   |

## История
Основан в 1647 году на землях деревни Русское Паёво темниковским воеводой Г. И. Борняковым как военно-стратегический и административный пункт на юго-восточной границе Российского государства (см. Российские укреплённые линии). Находился на перекрёстке двух важнейших посольских дорог, идущих из прикаспийских степей в Темников, Москву и из Причерноморья в Казань. С 1708 года находился был в составе Азовской, с 1725 года — Воронежской, с конца XVIII века — Пензенской губернии.
В сентябре 1670 года часть инсарцев присоединилась к отряду разинского атамана М. Харитонова, взявшего Инсар, затем Пензу, участвовала в походах на Нижний Ломов, Шацк и Керенск. В декабре 1812 года в Инсаре произошло восстание ополченцев 3-го пехотного полка, в составе которого были крестьяне Инсарского уезда. В 1859 году жители участвовали в «трезвенных» бунтах.
С 1750-х годов до 1826 года в северной части поселения функционировал одноимённый железоделательный завод.
В 1768 году в Инсаре побывал естествоиспытатель П. С. Паллас, в XIX веке — историк, архивист Н. В. Калачов. Оба отозвались о нём как о ни чем не примечательном городе. По данным 1869 года, в Инсаре насчитывалось 530 домов (3 904 чел.); имелись 4 церкви, приходское училище, больница, почтовая станция, кожевенный завод. В 1894 году в Инсаре был 791 двор (4 322 чел.); 5 церквей, 3 учебных заведения, 2 больницы; в 1931—977 хозяйств (4 598 чел.).
С 1780 года — уездный город Пензенского наместничества, с 1797 года — в Симбирской губернии.
В XIX — начале XX века летом и осенью проходили ежегодные ярмарки, обороты которых достигали более 200 тыс. рублей в год. В 1919 году в Инсаре был создан совхоз им. Желябова, в 1921 году — коммуна «Заря».
С 1801 года — уездный город Пензенской губернии. В 1856 году в Инсаре насчитывалось 4 церкви, 454 дома и 17 лавок.
В 1926 году Инсар был преобразован большевиками в сельское поселение.
С 20 декабря 1934 года — в составе Мордовской АССР.
29 августа 1958 года село Инсар было преобразовано в город районного подчинения.
На 1 января 2001 года в Инсаре функционировали ОАО «Лента», «Неон», «Взлёт», пенькозавод, райпромкомбинат, автотранспортные, ремонтно-технические предприятия, ДРСУ, районное потребительское общество, СПТУ, 3 общеобразовательные, музей, художественные и спортивные школы, Инсарская центральная районная больница, культурно-просветительные, торговые, коммунально-бытовые, оздоровительные учреждения, историко-краеведческий музей. В городе расположены памятники: борцам за советскую власть, воинам, погибшим в годы Великой Отечественной войны, В. И. Ленину, организатору Инсарского уездного комитета РКП(б) И. Я. Свентеру, генерал-полковнику И. В. Болдину, А. М. Горькому.
Градостроительная структура Инсара сохранила исторические черты 2-й половины XVII — середины XVIII века. В 1755 году в Инсаре была построена церковь во имя Казанской Божьей Матери, в 1758 году — во имя Николая Чудотворца.
В 1785 году Инсар получил генплан с прямоугольной системой крупных кварталов и центральной площадью. К середине XIX века город расширился к югу; в верхней части размещались центральная площадь и административные здания уездных властей, Христорождественская церковь. Слободы нижней части города разделялись рекой Инсарка. В городе сохранились торговые ряды, жилые дома 2-й половины XIX века, Свято-Ольгинский женский монастырь. По генпланам 1975, 1984 годов городской центр находится на пересечении улиц Гагарина и Московской. Строительство жилья сконцентрировано в северо-западной части города, промышленных предприятий — на юго-востоке.

## Достопримечательности

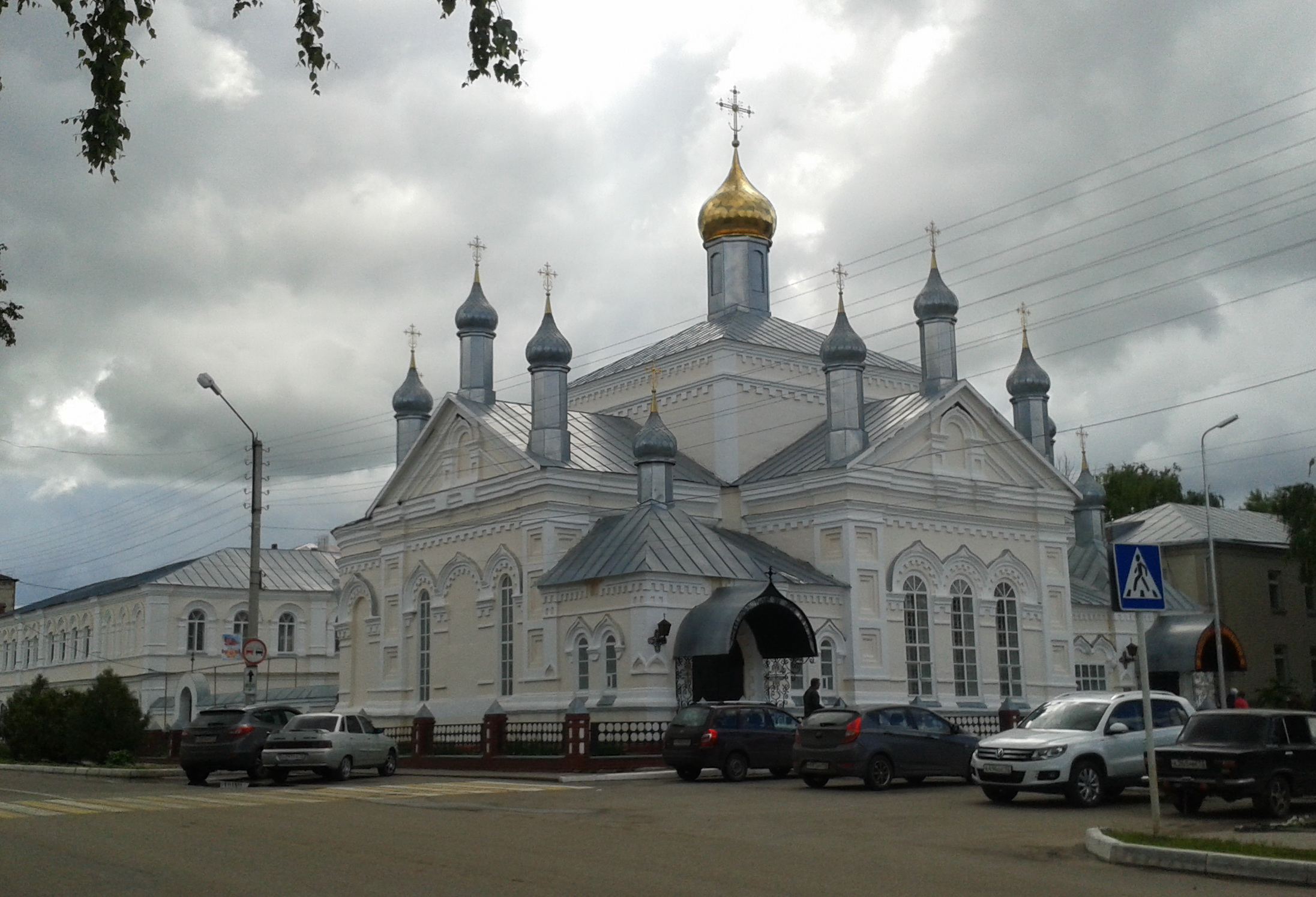
Свято-Ольгинский женский монастырь
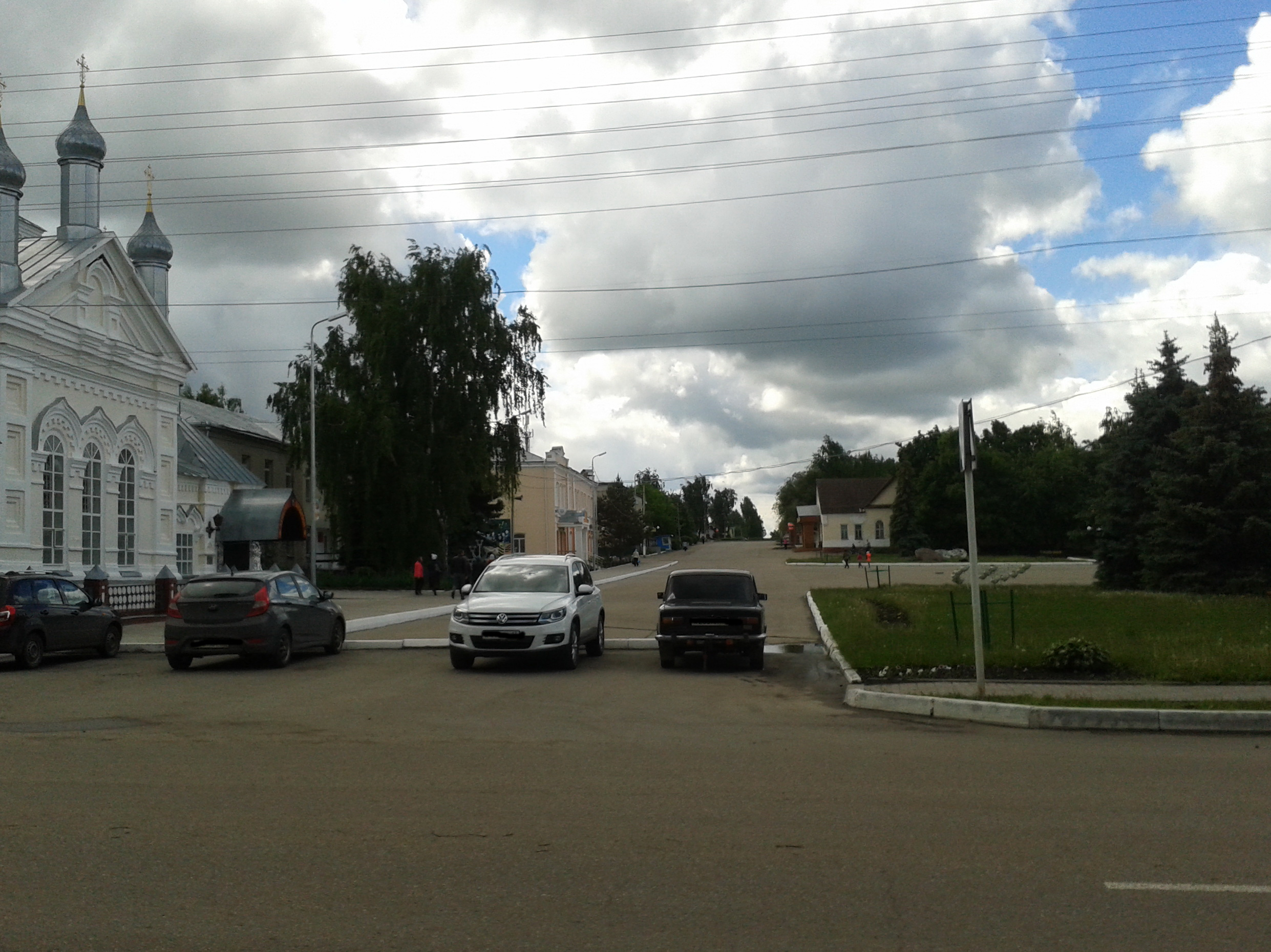
Вид на улицу Гагарина с ул. Московской
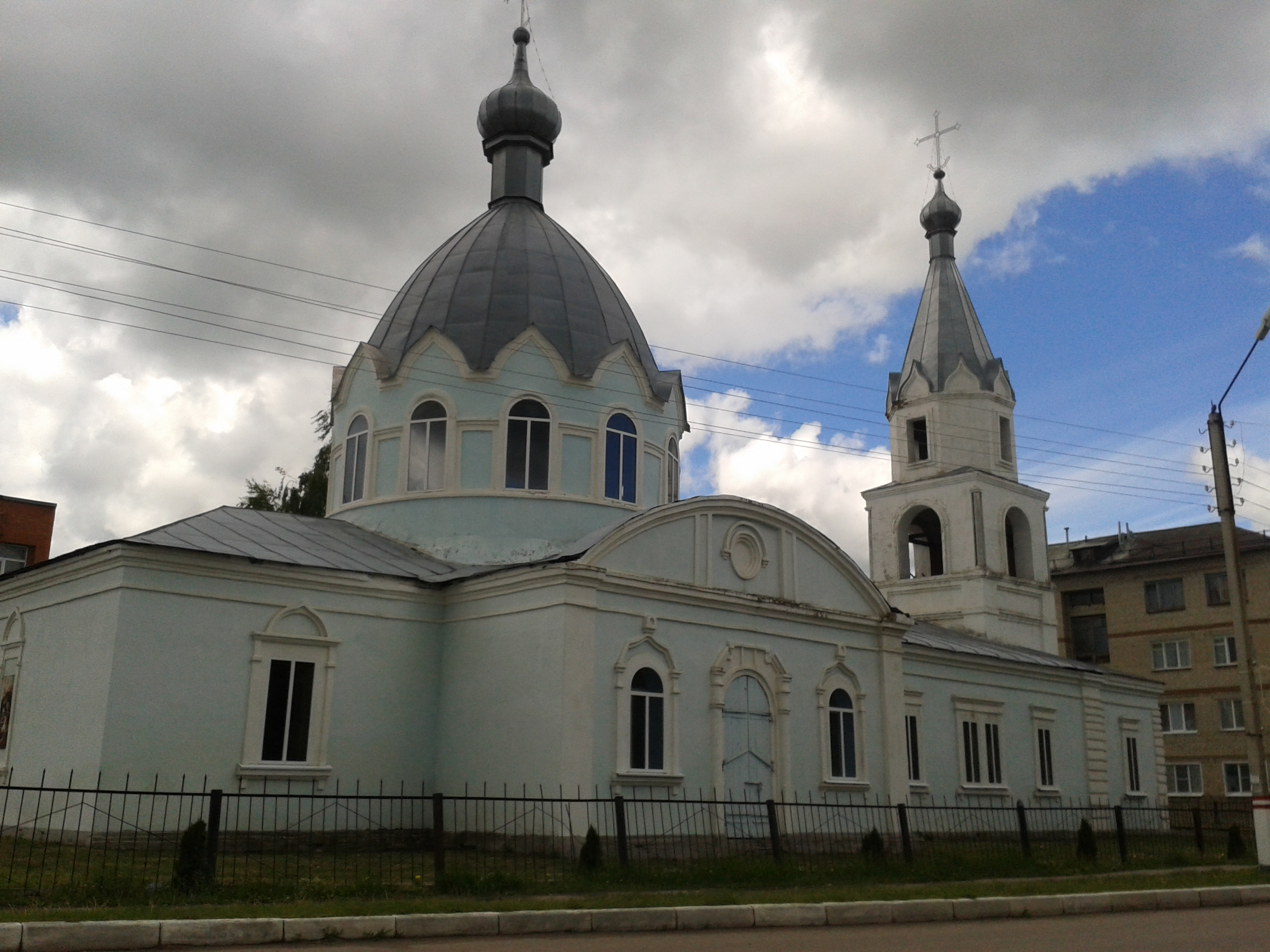
Христорождественская церковь
Воинский мемориал

## Население
| 1856  | 1897  | 1939  | 1959  | 1970  | 1979  | 1989  | 1992  | 1996  | 1998  |
| ----- | ----- | ----- | ----- | ----- | ----- | ----- | ----- | ----- | ----- |
| 7400  | ↘4200 | ↗5600 | ↗5844 | ↗8189 | ↗9034 | ↗9275 | ↗9700 | ↗9800 | ↘9700 |
| 2002  | 2003  | 2005  | 2006  | 2007  | 2009  | 2010  | 2011  | 2012  | 2013  |
| ↘8951 | ↗9000 | ↘8900 | ↘8800 | ↘8700 | ↘8565 | ↗8687 | ↗8700 | ↘8632 | ↘8587 |
| 2014  | 2015  | 2016  | 2017  | 2018  | 2019  | 2020  | 2021  |       |       |
| ↘8555 | ↘8431 | ↘8331 | ↘8169 | ↘8010 | ↘7830 | ↘7665 | ↗7920 |       |       |

На 1 января 2024 года по численности населения город находился на неизвестно-м месте из 1119 городов Российской Федерации.

## Экономика
- пеньковый завод
- маслосыродельный завод «Сармич»
- завод технологического оборудования «НЕОН»
- завод «Ксенон»

## Известные уроженцы
С Инсаром и Инсарским уездом связаны жизнь и деятельность декабриста А. А. Тучкова, поэтов Н. П. Огарёва, Н. М. Сатина. Уроженцы Инсара — антрополог Ф. В. Вешняков, один из основателей отечественной сейсмологии А. П. Орлов, авиаконструктор Л. С. Чернобровкин, врачи Д. Я. Диатроптов, В. А. Куршев, бывший директор «Биохимика» Л. Н. Крупнов, языковед Н. М. Лаврентьева, генерал-лейтенант И. Г. Советников, контр-адмиралы И. Г. Блинков, А. И. Курдюков, Г. В. Парийский.
- Кирдяпкин, Сергей Александрович (род. 1980) — российский легкоатлет (спортивная ходьба), олимпийский чемпион 2012 года (дисквалифицирован).
- Бакулин, Сергей Васильевич (род. 1986) — российский легкоатлет (спортивная ходьба), чемпион мира (2011), бронзовый призёр чемпионата Европы (2010) и чемпион России (2011).